# Fotorealizm (grafika komputerowa)

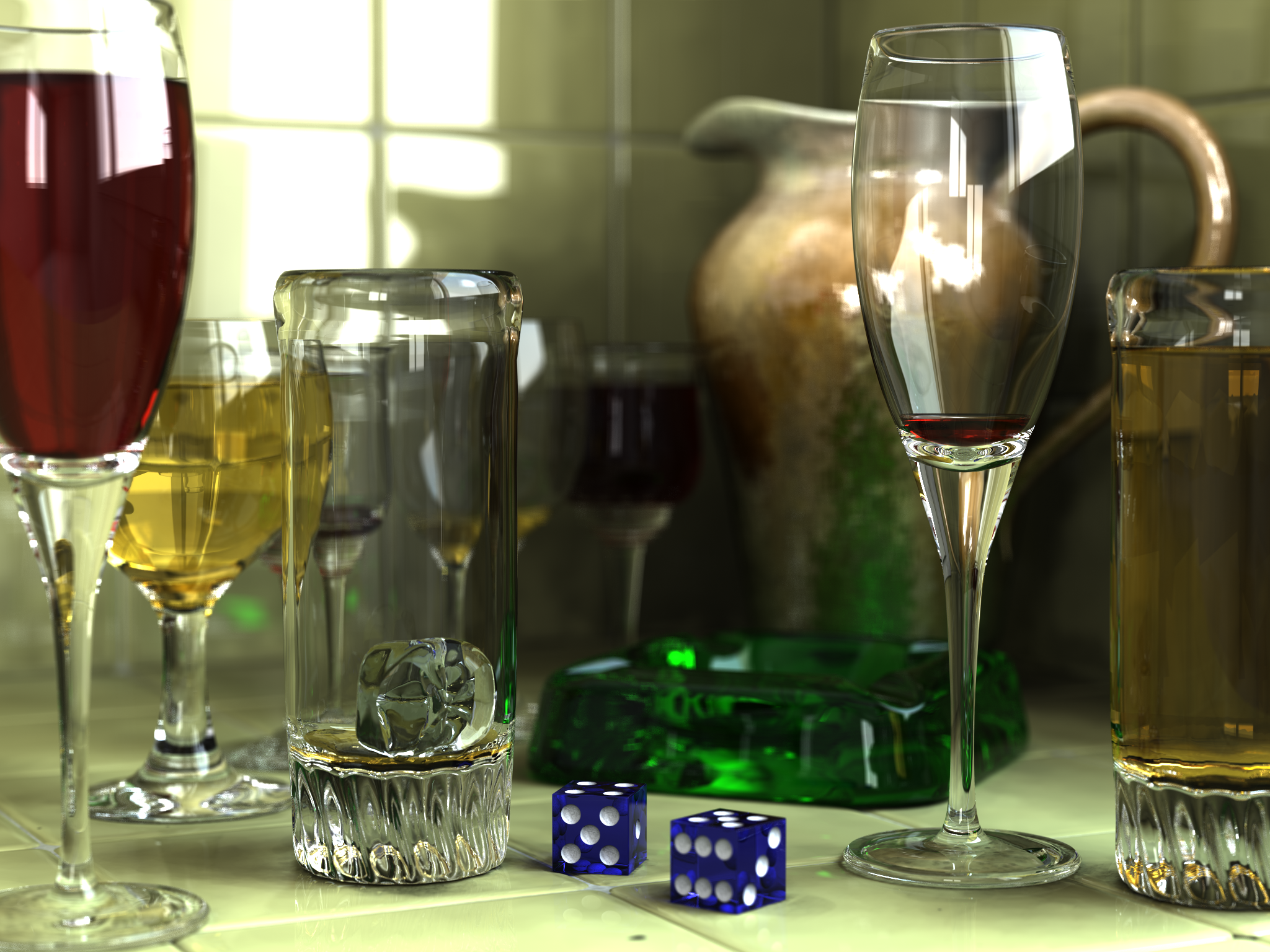
Stworzony komputerowo obraz, starający się zachować fotorealizm

Fotorealizm – właściwość obrazów i filmów stworzonych za pomocą technik komputerowych, które wyglądają jak obrazy pochodzące z rzeczywistości i jakby były uchwycone za pomocą kamery. Głównym sposobem uzyskiwania scen fotorealistycznych są techniki oparte na śledzeniu promieni.
Fotorealizm nie zawsze jest jednak pożądany – często istnieje potrzeba stworzenia stylizowanej sceny.